# 国際東洋学者会議
国際東洋学者会議（こくさいとうようがくしゃかいぎ、英語: International Congress of Orientalists）は、1873年にパリで始まった東洋学者（当初はヨーロッパとアメリカの学者が中心であった）の国際的な会議である。最初の13回の会議はヨーロッパで開催されたが、第14回会議は1905年にアルジェで開催され、その後の会議のいくつかはヨーロッパ以外でも開催された。内容は主に文献学と考古学に関するものであり、講演集が出版されている。国際東洋学者会議の活動は現在国際アジア・北アフリカ研究会議が引き継いでいる。

## 会議開催地と開催年
- 第1回 - 1873年、パリ
- 第2回 - 1874年、ロンドン[2]

1964年、ニューデリーで開催された第26回国際東洋学者会議にて、インドの切手が発表された。

- 第3回 - 1876年、サンクトペテルブルグ
- 第4回 - 1878年、フィレンツェ
- 第5回 - 1881年、ベルリン
- 第6回 - 1883年、ライデン
- 第7回 - 1886年、ウィーン
- 第8回 - 1889年、ストックホルムとクリスチャニア
- 第9回 - 1892年、ロンドン[3][4]
- 第10回 - 1894年、ジュネーヴ[5]
- 第11回 - 1897年、パリ
- 第12回 - 1899年、ローマ[6][7]
- 第13回 - 1904年、ハンブルク
- 第14回 - 1905年、アルジェ - ヨーロッパ以外で最初の会議
- 第15回 - 1908年、コペンハーゲン
- 第16回 - 1912年、アテネ
- 第17回 - 1928年、オックスフォード
- 第18回 - 1931年、ライデン[8]
- 第19回 - 1935年、ローマ
- 第20回 - 1938年、ブリュッセル[9]
- 第21回 - 1948年、パリ[9]
- 第22回 - 1951年、イスタンブール
- 第23回 - 1954年、ケンブリッジ[10]
- 第24回 - 1957年、ミュンヘン
- 第25回 - 1960年、モスクワ[11]
- 第26回 - 1964年、ニューデリー
- 第27回 - 1967年、アナーバー - アメリカにおける最初の会議[12]
- 第28回 - 1971年、キャンベラ
- 第29回 - 1974年、パリ[13]